# Quit-India-Bewegung
Die Quit-India-Bewegung (Hindi भारत छोड़ो आन्दोलन bhārat choṛo āndolan) war eine am 8. August 1942 durch Mohandas Gandhi ausgerufene Massenbewegung in Britisch-Indien. Die Bewegung forderte den vollständigen Rückzug der britischen Kolonialherren aus Indien. Die Parole Quit India! („Gebt Indien auf!“/„Verlasst Indien!“) stammt allerdings wohl nicht von Gandhi selbst.

## Vorgeschichte

### Eintritt Indiens in den Zweiten Weltkrieg 1939
Nach dem deutschen Überfall auf Polen am 1. September 1939 erklärte das Vereinigte Königreich am 3. September 1939 Deutschland den Krieg. Am selben Tag folgte der amtierende Vizekönig von Indien Lord Linlithgow mit einer entsprechenden Erklärung für Britisch-Indien. Vor seiner Proklamation hatte der Vizekönig keinen der in die indischen Provinzialverwaltungen gewählten Volksvertreter konsultiert. Verfassungsrechtlich war er dazu auch nicht verpflichtet, jedoch stieß dieser einseitige Akt auf starken Unmut und scharfe Proteste des Indischen Nationalkongresses. In einer Sitzung des Congress Working Committee (CWC), des obersten Leitungsgremiums der Kongresses, beschloss dieses gegen die Stimme Gandhis, sich in Protest aus allen Provinzialregierungen zurückzuziehen. In der am 14. September 1939 verabschiedeten Resolution des CWC hieß es, dass die Frage von Krieg und Frieden durch das indische Volk entschieden werden müsse und keine äußere Autorität diese Entscheidung an seiner Stelle treffen könne. Auch könne es das indische Volk nicht hinnehmen, dass seine Ressourcen „für imperialistische Zwecke ausgebeutet“ würden. Man wolle nicht zu den Kriegsanstrengungen beitragen, solange Indien kein wirklich gleichberechtigtes Glied des Britischen Empires sei. Infolgedessen traten bis zum Oktober 1939 die dem Kongress zugehörigen Minister in den Provinzialregierungen von ihren Ämtern zurück. Nach dem Rücktritt der Kongress-Regierungen sahen andere politische Gruppierungen, die mit dem Kongress rivalisierten, ihre Chance gekommen. Insbesondere die Muslimliga unter Muhammad Ali Jinnah, die sich als Vertreterin aller indischen Muslime gerierte, aber bei den Provinzialwahlen eher enttäuschend abgeschnitten hatte und auch in den muslimischen Provinzen nirgendwo die Mehrheit erlangt hatte, stellte sich vollständig auf die Seite der britischen Kriegsanstrengungen, wodurch Jinnah zunehmend an Einfluss gewann. Am 2. Dezember 1939 rief Jinnah die indischen Muslime auf, den 22. Dezember 1939 als „Tag der Befreiung“ („Day of Deliverance“) von der Kongressherrschaft zu begehen.

### Die Jahre 1940 bis 1942
Am 23. März 1940 proklamierte die Muslimliga in der Lahore-Resolution erstmals öffentlich das Ziel der Bildung eines Muslim-Staates, später „Pakistan“ genannt, aus den mehrheitlich muslimischen Gebieten Britisch-Indiens. Im Juni 1940 machte das Congress Working Committee des Kongresses auf seiner Tagung in Poona (Pune) dem Vizekönig das Angebot, im Falle der Bildung einer nationalen Regierung für Britisch-Indien die britischen Kriegsanstrengungen künftig aktiv unterstützen zu wollen (das sogenannte „Poona-Angebot“, Poona Offer). Das Angebot war nicht mit konkreten Forderungen nach unmittelbaren Gesetzesänderungen verbunden (obwohl solche natürlich für die spätere Zeit erwartet wurden). Der Vizekönig antwortete am 8. August 1940 mit einer Erklärung zu den Standpunkten der britischen Regierung (sogenanntes „August-Angebot“, August Offer). Darin kündigte er eine Erweiterung des Executive Council (eines Beratungsgremiums des Vizekönigs) um einige indische Vertreter an und stellte Änderungen des Government of India Acts nach Kriegsende in Aussicht. Nachdem praktisch alle indischen politischen Gruppierungen das „August-Angebot“ als unzureichend abgelehnt hatte, zog es der Vizekönig wieder zurück.
Die ersten beiden Kriegsjahre verliefen für die Briten sehr ungünstig. Insbesondere nach der militärischen Niederlage und der Besetzung des verbündeten Frankreichs im Sommer 1940 schien ein britischer Sieg immer unwahrscheinlicher, bzw. eine britische Niederlage immer wahrscheinlicher. Von Mitte 1940 bis Mitte 1941 drohte die reale Möglichkeit einer deutschen Invasion der britischen Inseln. Mit den anfänglichen deutschen militärischen Erfolgen nach dem Überfall auf die Sowjetunion erschien sogar eine direkte Invasion Britisch-Indiens über den Nahen Osten oder Zentralasien im Bereich des perspektivisch längerfristig Möglichen.
Auf der anderen Seite war Japan 1941 in den Krieg gegen das Vereinigte Königreich eingetreten. Am 15. Februar 1942 fiel Singapur, die stärkste britische Festung in Ostasien in die Hände der Japaner und ab Januar 1942 erfolgte die japanische Invasion der britischen Kronkolonie Burma. Am 8. März 1942 wurde Rangun, die Hauptstadt Burmas, von der japanischen Armee eingenommen, und im Mai 1942 standen japanische Truppen an der Ostgrenze Britisch-Indiens.
Die Kriegsentwicklungen gaben indischen Nationalisten Aufwind, die glaubten, dass die Zeit gekommen sei, in dieser Schwächephase des britischen Empire die Unabhängigkeit Indiens in einem Freiheitskampf zu erlangen. Innerhalb des Kongresses gab es Strömungen, denen Gandhis Politik des friedlichen Ausgleichs und des passiven Widerstands widerstrebte. Ein Exponent dieser Strömung war Subhash Chandra Bose, der 1939 Präsident des Kongresses gewesen war. Bose forderte einen aktiven Widerstand gegen die Kolonialadministration, geriet schließlich in Gegensatz zur Kongressführung unter Gandhi und gründete eine eigene Fraktion und später Partei, den All India Forward Bloc. Bose floh aus dem Hausarrest, unter den ihn die Kolonialregierung gestellt hatte, und begab sich zunächst nach Deutschland und ab 1942 nach Japan, von wo aus er eine indische Auslandsarmee aufbaute und eine indische Exilregierung bildete, die mit den Achsenmächten zusammenarbeitete.

### Die Cripps-Mission
Im März 1942 reiste der Labour-Politiker Stafford Cripps, ein Mitglied von Churchills Kriegskabinett, nach Indien, um mit den Führern des Kongresses zu verhandeln und sie dazu zu bewegen, die britischen Kriegsanstrengungen zu unterstützen. Als Angebot unterbreitete er die Gewährung des vollen Dominion-Status für Indien, allerdings erst nach Ende des Krieges. Gandhi traf am 27. März 1942 mit Cripps zusammen. Die Vorschläge der britischen Regierung wurden von den Kongressführern zurückgewiesen. Der Hauptkritikpunkt blieb der nicht spezifizierte Zeitpunkt einer künftigen Unabhängigkeit Indiens. Gandhi nannte Cripps’ Vorschläge einen „in die Zukunft datierten Scheck einer in Insolvenz gehenden Bank“ („a post dated cheque on a failing bank“). Auch enthielten die Cripps-Vorschläge die Regelung, dass jede Provinz bzw. deren gewählte Vertreter selbst über den Beitritt zum künftigen Dominion Indien entscheiden sollten. Von einigen Kongressführern wurde dies als implizite Anerkennung des Pakistan-Konzeptes gesehen, weil sich die Provinzen mit muslimischer Mehrheit abspalten konnten. Die Führer der Muslimliga waren eher gewillt, auf die Cripps-Vorschläge einzugehen. Allerdings entsprach die Vorstellung, dass die Provinzen frei über ihre Zugehörigkeit zu Indien entscheiden sollten, nicht Jinnahs kommunalistischer Pakistan-Idee, nach der alle Regionen Britisch-Indiens mit mehrheitlich muslimischer Bevölkerung unabhängig von ihrer politischen Willensäußerung dem neu zu schaffenden Staat Pakistan angehören sollten. Letztlich war die Cripps-Mission ein Fehlschlag, da die indischen politischen Führer die britischen Vorschläge als unzureichend ansahen.

## Quit India-Resolution 1942

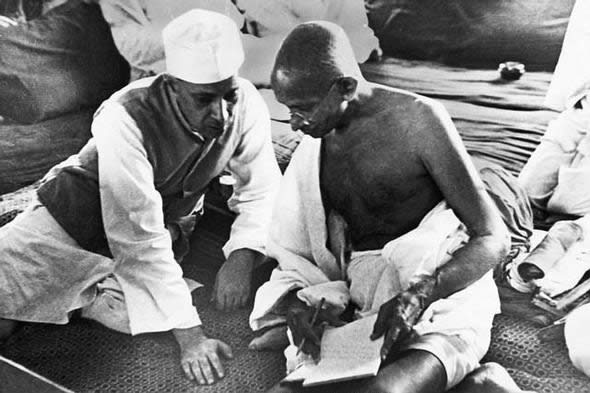
Nehru und Gandhi während der Sitzung des All-India Congress Committee am 8. August 1942 in Bombay

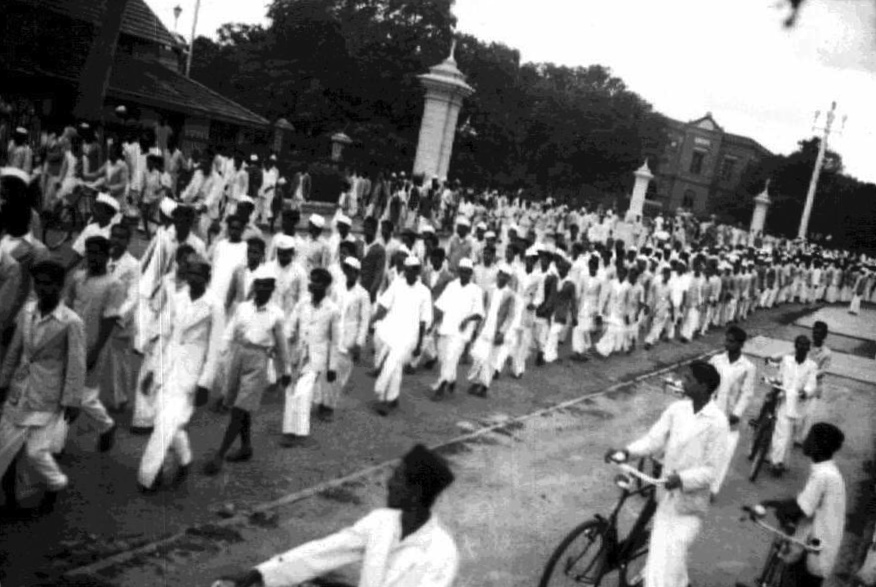
Massendemonstration im südindischen Bangalore während der Quit-India-Kampagne

Vom 27. April bis 1. Mai 1942 versammelte sich das All India Congress Committee (AICC) in Allahabad und erneut am 14. Juli 1942 in Wardha und autorisierte Gandhi, eine gewaltfreie Massenbewegung auszurufen. Das AICC arbeitete den Entwurf einer Resolution aus, die später als Quit-India-Resolution bekannt wurde. Kernpunkte dieser Entschließung waren die folgenden: (i) eine Aufforderung an die britischen Kolonialherren, Indien zu verlassen, (ii) Indien sei infolge des britischen Imperialismus zu einer Kriegszone geworden, (iii) für die Freiheit Indiens sei keine ausländische Hilfe notwendig, (iv) Indien habe keine Konflikte mit irgendeinem anderen Land, (v) falls es zu einer japanischen Invasion Indiens käme, würde dieser mit gewaltlosem Widerstand begegnet, (vi) die Formen der Nicht-Zusammenarbeit wurden dargelegt, und (vii) ausländische Soldaten auf indischem Boden seien eine große Bedrohung.
Vom 7. bis 8. August 1942, traf das All India Congress Committee (AICC) in Bombay zusammen. Auf einer öffentlichen Veranstaltung im Gowalia Tank Maidan, einem zentralen Park in Bombay, wo sich Tausende von Zuhörern versammelt hatten, hielten die führenden Kongresspolitiker kurze Ansprachen. Gandhi erhob in seiner Rede den Anspruch, dass die Mitglieder des AICC für ganz Indien und alle Bevölkerungsgruppen sprächen, forderte die Briten zum Rückzug aus Indien auf und rief zum gewaltlosen Widerstand gegen die Kolonialherrschaft auf.
Die Reaktion der britisch-indischen Kolonialadministration erfolgte prompt, da die Briten über Vertrauensleute und Agenten genau über die Aktivitäten des Kongresses informiert waren. Am 9. August 1942 wurde Gandhi zusammen mit Mitgliedern des Congress Working Committees und anderen Kongress-Führern im ganzen Land unter den Defence of India Rules verhaftet und im Aga Khan Palace in Pune interniert. Die Zahl der verhafteten Personen belief sich landesweit auf etwa 60.000 Personen. Die Institutionen des Kongresses – Working Committee, All India Congress Committee und die vier Congress Committees der Provinzen wurden unter dem Criminal Law Amendment Act, 1908 zu ungesetzlichen Einrichtungen erklärt. Die Kolonialregierung erließ ein allgemeines Versammlungsverbot. Trotz der repressiven Maßnahmen kam es zu unorganisiertem Widerstand, später auch organisiertem Widerstand aus dem Untergrund. Der Widerstand war überwiegend gewaltlos, aber zum Teil auch gewalttätig mit Sabotageakten, Anschlägen auf Regierungseinrichtungen, Brandstiftungen etc. Infolge der Unruhen starben Dutzende Polizisten und Hunderte von Zivilisten oder Widerstandskämpfern. Die Sabotageakte richteten sich vor allem gegen Infrastruktureinrichtungen. Hunderte Eisenbahnstationen und Poststationen wurden angegriffen und zum Teil zerstört sowie Tausende Telefonleitungen gekappt. Die von den Aktionen am stärksten betroffenen Provinzen waren der östliche Teil der United Provinces und Bihar, während die Provinzen Punjab, Sindh, Assam, Orissa und die North-West Frontier Province kaum betroffen waren. Die Hauptphase der Aktionen waren die Monate August und September 1942.
Von der britischen Kolonialregierung wurde die Bewegung sehr ernst genommen. In einem Brief an Churchill vom Ende August 1942 äußerte Vizekönig Lord Linlithgow, dass die Bewegung „die bei weitem ernsthafteste Rebellion seit der von 1857“ sei, deren Schwere und Ausmaß aus Gründen der militärischen Geheimhaltung bisher vor der Weltöffentlichkeit verborgen worden sei.

## Gegnerschaft zurQuit-India-Bewegung
Neben der Kolonialregierung gab es eine Reihe von politischen Gruppierungen, die sich gegen die vom Kongress ausgerufene Bewegung aussprachen.

### Muslimliga
Die Muslimliga sprach sich gegen die Bewegung aus, da sie befürchtete, dass sie im Falle einer sofortigen Unabhängigkeit Britisch-Indiens ihre politischen Ziele, insbesondere die Schaffung Pakistans, nicht erreichen könnte. Durch eine konsequente Unterstützung der britischen Kriegsanstrengungen hoffte sie, als Verhandlungspartner bei den Briten ein größeres Gewicht zu erlangen, was tatsächlich auch geschah. Die Muslimliga wurde von britischer Seite als praktisch alleiniger Ansprechpartner und Interessenvertreter für muslimische Angelegenheiten akzeptiert, obwohl sie dies nach den bisherigen Wahlergebnissen nicht war und beispielsweise auch viele Muslime im Kongress aktiv waren.

### Kommunistische Partei
Die in den 1920er Jahren gegründete Kommunistische Partei Indiens war bis 1942 offiziell verboten. Sie unterstützte seit dem deutschen Angriff auf die Sowjetunion vorbehaltlos die britischen Kriegsanstrengungen und hatte sich auch schon für die Annahme der Cripps-Vorschläge ausgesprochen. Dementsprechend lehnte sie auch die Quit-India-Kampagne ab. Am 24. Juli 1942 hob die Kolonialregierung das bisherige Verbot kommunistischer Vereinigungen auf und die Kommunisten traten aus ihrer bisherigen Illegalität heraus.

### Hindunationalisten
Die hindunationalistische Vereinigung Hindu Mahasabha und die Kadervereinigung Rashtriya Swayamsevak Sangh (RSS) lehnten eine Teilnahme an der Quit-India-Bewegung ab – hauptsächlich aus grundsätzlicher Opposition zum Kongress.

### Fürstenstaaten
Die indischen Fürstenstaaten standen in strikter Opposition zur indischen Unabhängigkeitsbewegung, da sie zu Recht vermuteten, dass mit einer Unabhängigkeit Indiens auch das Ende der Fürstenherrschaften kommen würde. Sie unterstützten die Beibehaltung des politischen Status quo.

## Weitere Entwicklung
Den Briten gelang es, die Unabhängigkeitsbewegung bis 1944 weitgehend zu unterdrücken. Die inhaftierten Führer des Kongresses wurden zum Kriegsende hin wieder freigelassen. Jawaharlal Nehru blieb beispielsweise bis zum 15. Juni 1945 in Haft. Danach dauerte es noch zwei Jahre bis zur endgültigen Unabhängigkeit Indiens.